# John Sanford (Politiker, 1851)

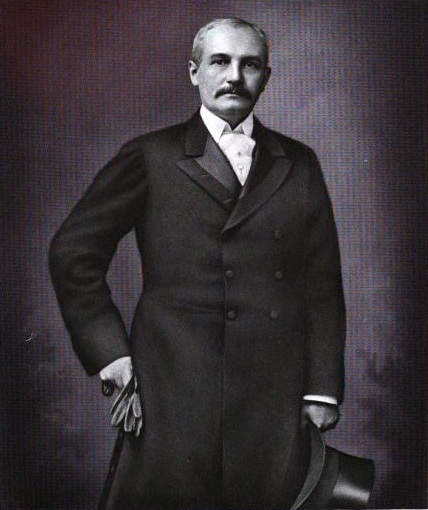
John Sanford

John Sanford (* 18. Januar 1851 in Amsterdam, New York; † 26. September 1939 in Saratoga, New York) war ein US-amerikanischer Politiker. Zwischen 1889 und 1893 vertrat er den Bundesstaat New York im US-Repräsentantenhaus. Der Kongressabgeordnete Stephen Sanford war sein Vater und der Kongressabgeordnete John Sanford sein Großvater.

## Werdegang
John Sanford wurde ungefähr zehn Jahre vor dem Ausbruch des Bürgerkrieges im Montgomery County geboren. Er besuchte Gemeinschaftsschulen, die Amsterdam Academy und das Poughkeepsie Military Institute. 1872 graduierte er am Yale College. Dann ging er mit seinem Vater in Amsterdam der Teppichherstellung nach. Politisch gehörte er der Republikanischen Partei an.
Bei den Kongresswahlen des Jahres 1888 für den 51. Kongress wurde Sanford im 20. Wahlbezirk von New York in das US-Repräsentantenhaus in Washington, D.C. gewählt, wo er am 4. März 1889 die Nachfolge von George West antrat. Er wurde einmal wiedergewählt. Da er auf eine erneute Kandidatur im Jahr 1892 verzichtete, schied er nach dem 3. März 1893 aus dem Kongress aus. Während dieser Zeit nahm er 1892 als Delegierter an der Republican National Convention in Minneapolis teil.
Nach seiner Kongresszeit ging er wieder seinen früheren Geschäftstätigkeiten nach. Sanford züchtete Rennpferde und besaß einen eignen Rennstall. Ferner war er Mitglied der New York Racing Commission. Er verstarb am 26. September 1939 und wurde dann auf dem Green Hill Cemetery in Amsterdam beigesetzt.